# Khu di tích Nguyễn Sinh Sắc

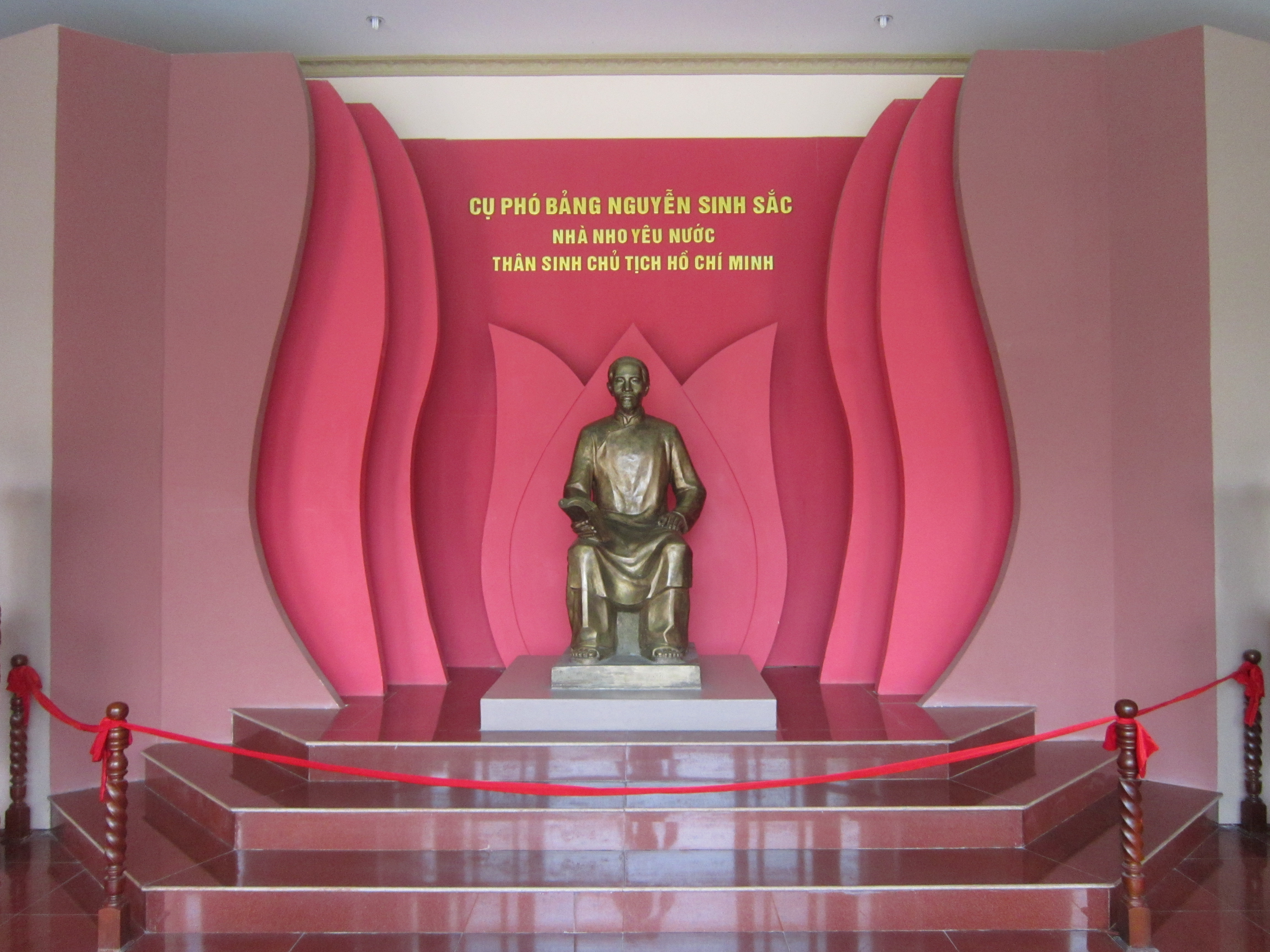
Tượng Nguyễn Sinh Sắc trong nhà trưng bày

Khu di tích Nguyễn Sinh Sắc tọa lạc số 137, đường Phạm Hữu Lầu, thuộc phường 4, thành phố Cao Lãnh, tỉnh Đồng Tháp, Việt Nam. Đây là nơi an nghỉ của Phó bảng Nguyễn Sinh Sắc (1862–1929), là một nhà nho yêu nước, và là thân sinh của Chủ tịch Hồ Chí Minh. Di tích được xếp hạng cấp quốc gia ngày 9 tháng 4 năm 1992.

## Giới thiệu

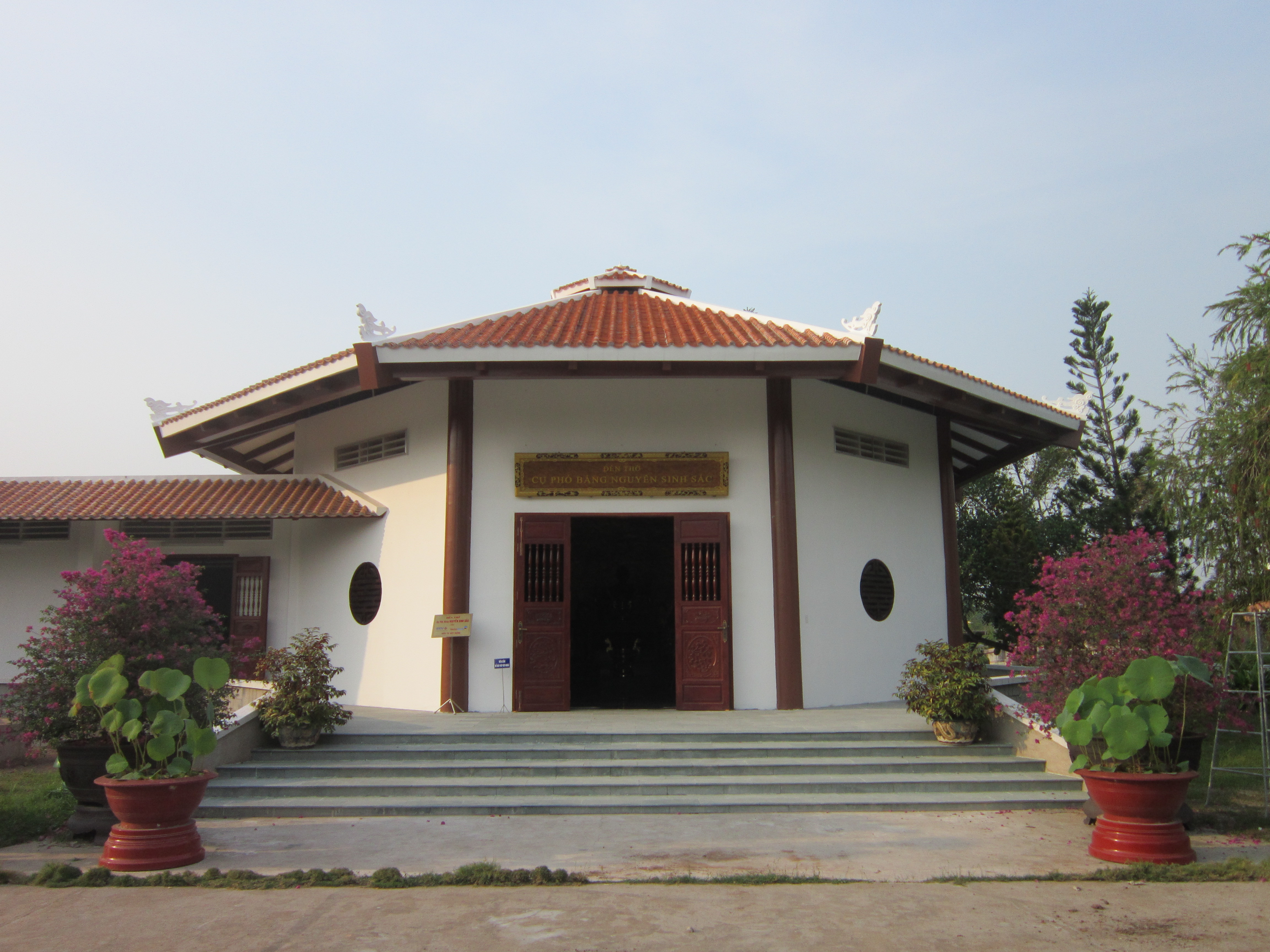
Đền thờ Nguyễn Sinh Sắc trong khu di tích

Sau khi bị cách chức quan, Nguyễn Sinh Sắc vào Nam Bộ làm thầy thuốc giúp dân nghèo, sống cuộc đời thanh bạch tại làng Hòa An (nay thuộc thành phố Cao Lãnh), cho đến khi qua đời ngày 27 tháng 10 năm Kỷ Tỵ (29 tháng 11 năm 1929).
Cảm phục trước tấm lòng yêu nước, thương dân của ông, người dân địa phương đã góp tiền mua đất an táng ông tại miếu Trời Sanh (cạnh chùa Hòa Long hiện nay), và gìn giữ cho đến khi đất nước hết chiến tranh (1975). Sau đó, chính quyền địa phương và nhân dân tỉnh Đồng Tháp đã tổ chức xây dựng lại phần mộ của ông để tỏ lòng biết ơn và tôn kính, và công trình được khánh thành vào ngày 31 tháng 12 năm 1977.
Ngày nay sau nhiều lần tôn tạo, khu phần mộ đã trở thành một quần thể di tích lịch sử - văn hóa cấp quốc gia.Trên bề mặt viên rộng 10 ha; nhiều công trình vừa mang tính dân tộc, vừa mang tính hiện đại đã được xây dựng. Nổi bật có:

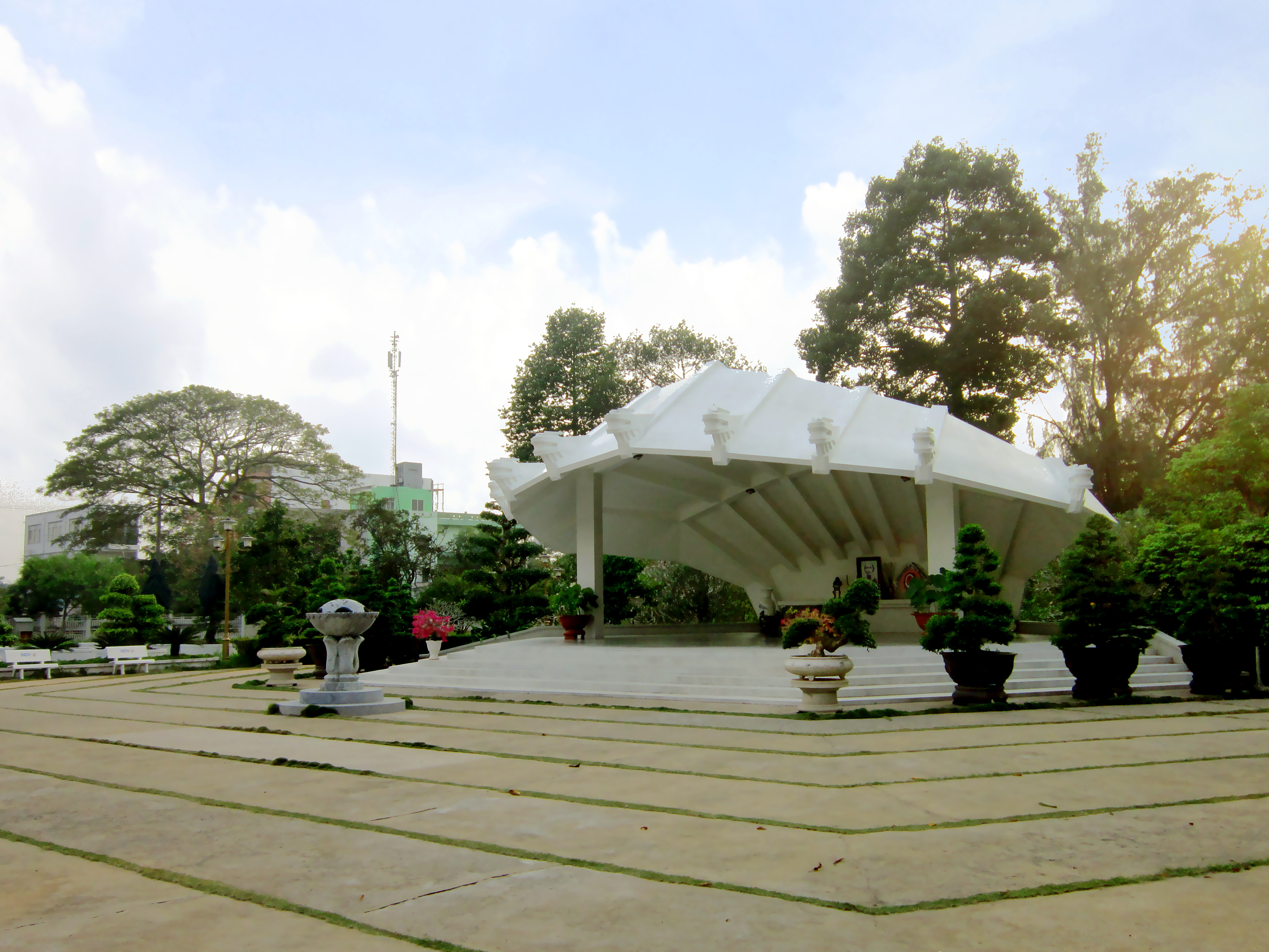
Mộ Nguyễn Sinh Sắc trong khu di tích

-Mộ Phó bảng Nguyễn Sinh Sắc (quan trọng nhất): Mộ được ốp bằng đá hoa cương. Núm mộ hình chữ nhật màu xám tro, yên vị trên nền mộ bằng đá mài trắng, hình lục giác không đều mở rộng dần ra hai bên và phía trước. Vòm mộ hướng về phía Đông, là một cánh hoa sen cách điệu, có dáng dấp hình bàn tay xòe úp xuống, trên là chín con rồng cách tân đậm nét dân gian, vươn ra trước thành 9 đầu hồi, tượng trưng cho hình ảnh nhân dân đồng bằng sông Cửu Long chở che, ôm ấp phần mộ. Trên mộ có một đỉnh trầm bằng đá Ngũ Hành Sơn (Đà Nẵng). Đặc biệt, tại đây có cây khế gần 300 tuổi (nằm bên trái mộ) và cây sộp hơn 300 tuổi (nằm bên phải mộ). Cách vòm mộ 25 m về phía trước là hồ sen hình ngôi sao năm cánh, giữa hồ sừng sững một đài sen trắng cách điệu cao 6,5 m, tượng trưng cho cuộc đời thanh bạch, lương tâm trong sạch của Nguyễn Sinh Sắc, và cũng là biểu tượng cho quê hương Đồng Tháp luôn yêu quý ông.
-Đền thờ Nguyễn Sinh Sắc
-Tượng Nguyễn Sinh Sắc (tượng ngoài trời đặt trong khuôn viên)
-Nhà trưng bày giới thiệu về cuộc đời của Nguyễn Sinh Sắc
-Nhà sàn Bác Hồ bên ao cá (phục dựng theo nguyên mẫu ở Hà Nội)
-Một phần của làng Hòa An xưa, phục dựng theo tỉ lệ 1/1, v.v...
Sáng 2 tháng 12 năm 2010, nhân lễ giỗ lần thứ 81 của Nguyễn Sinh Sắc, Chính quyền tỉnh Đồng Tháp đã long trọng khánh thành Khu di tích Nguyễn Sinh Sắc . Hàng năm, tại đây tổ chức lễ giỗ long trọng Phó bảng Nguyễn Sinh Sắc vào ngày 27 tháng 10 (âm lịch).

## Ảnh
Dưới đây là một số hình ảnh trong và trước khu di tích:

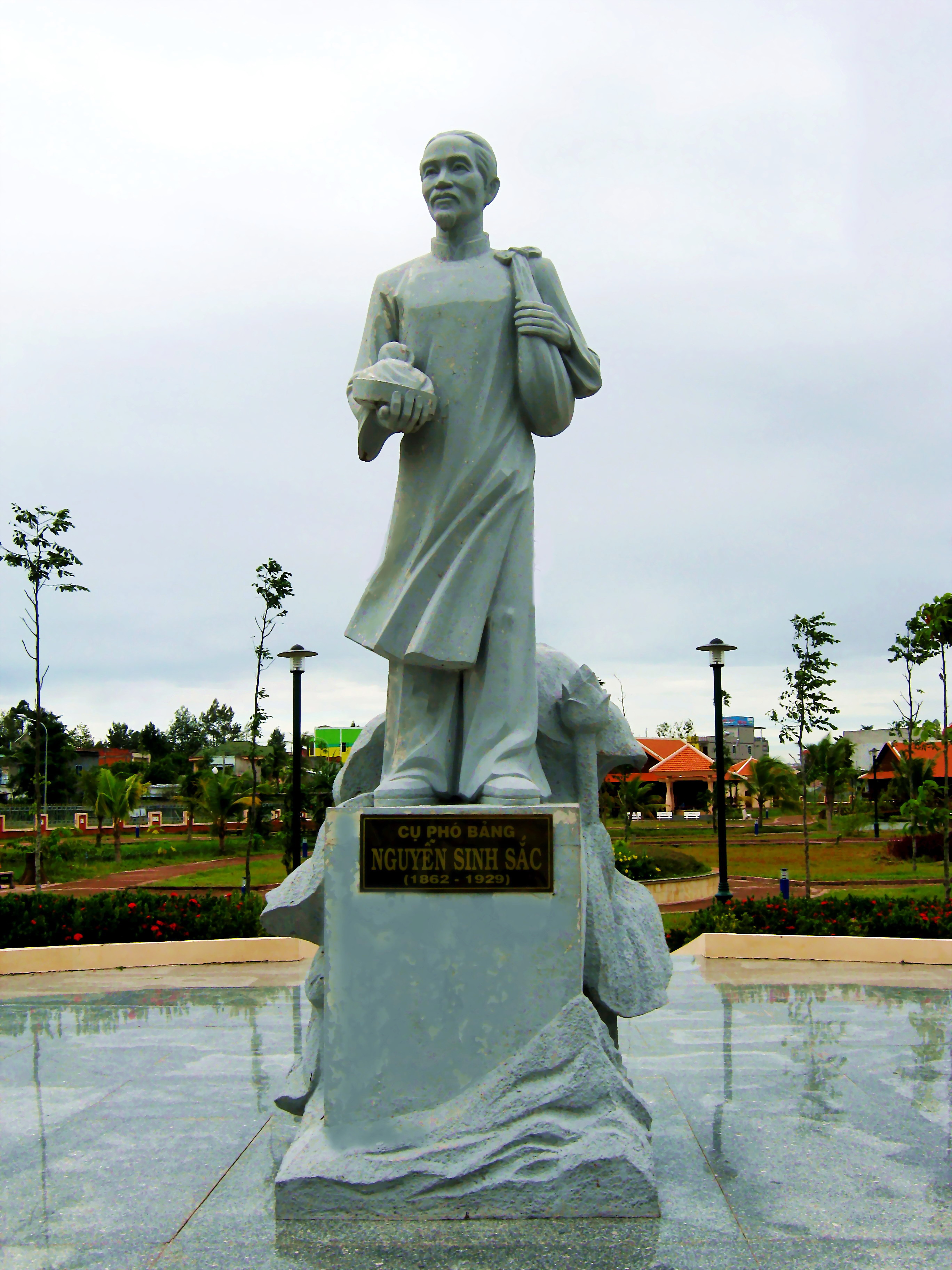
Tượng Nguyễn Sinh Sắc
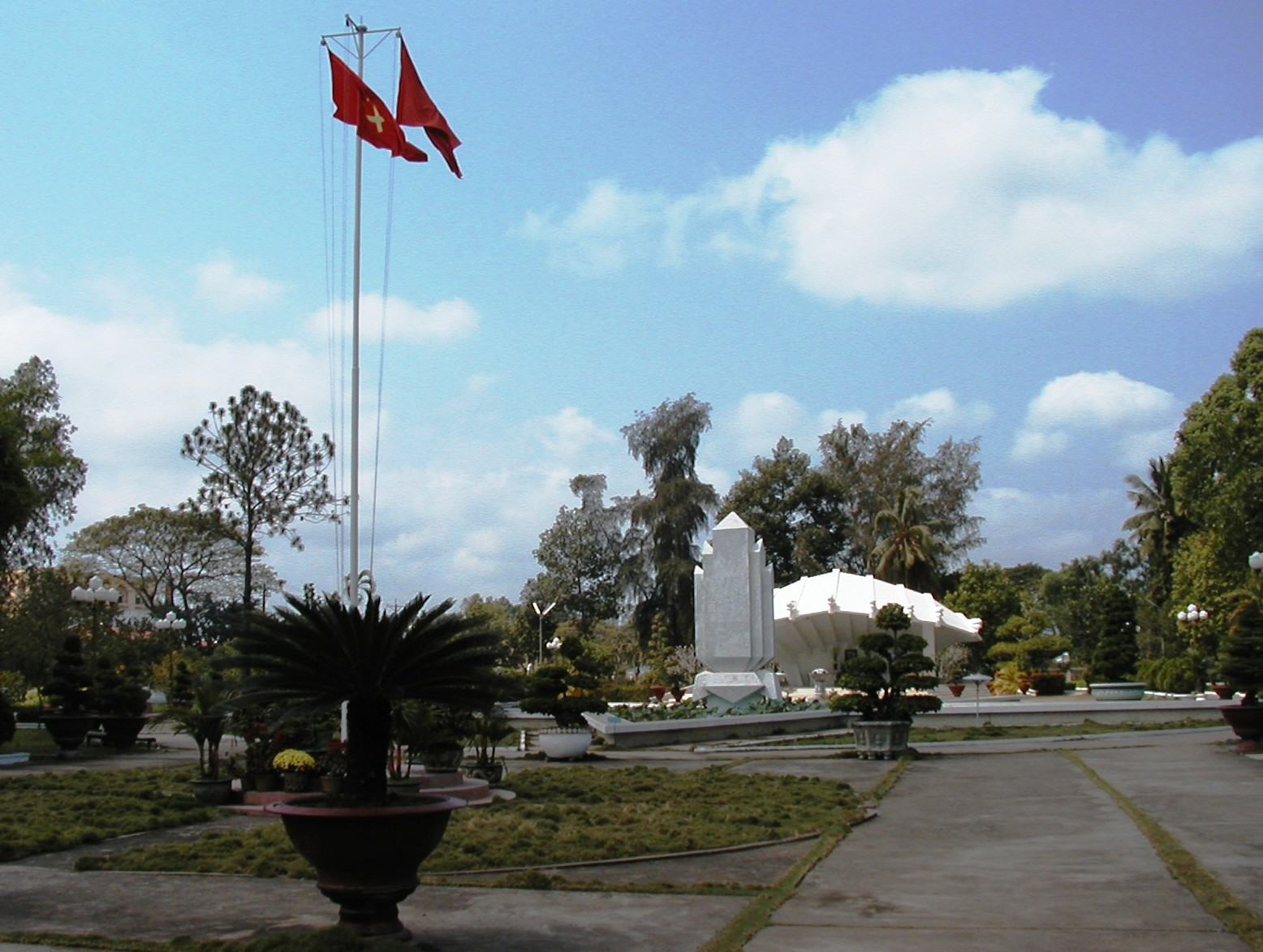
Bên trong khu lăng mộ Nguyễn Sinh Sắc
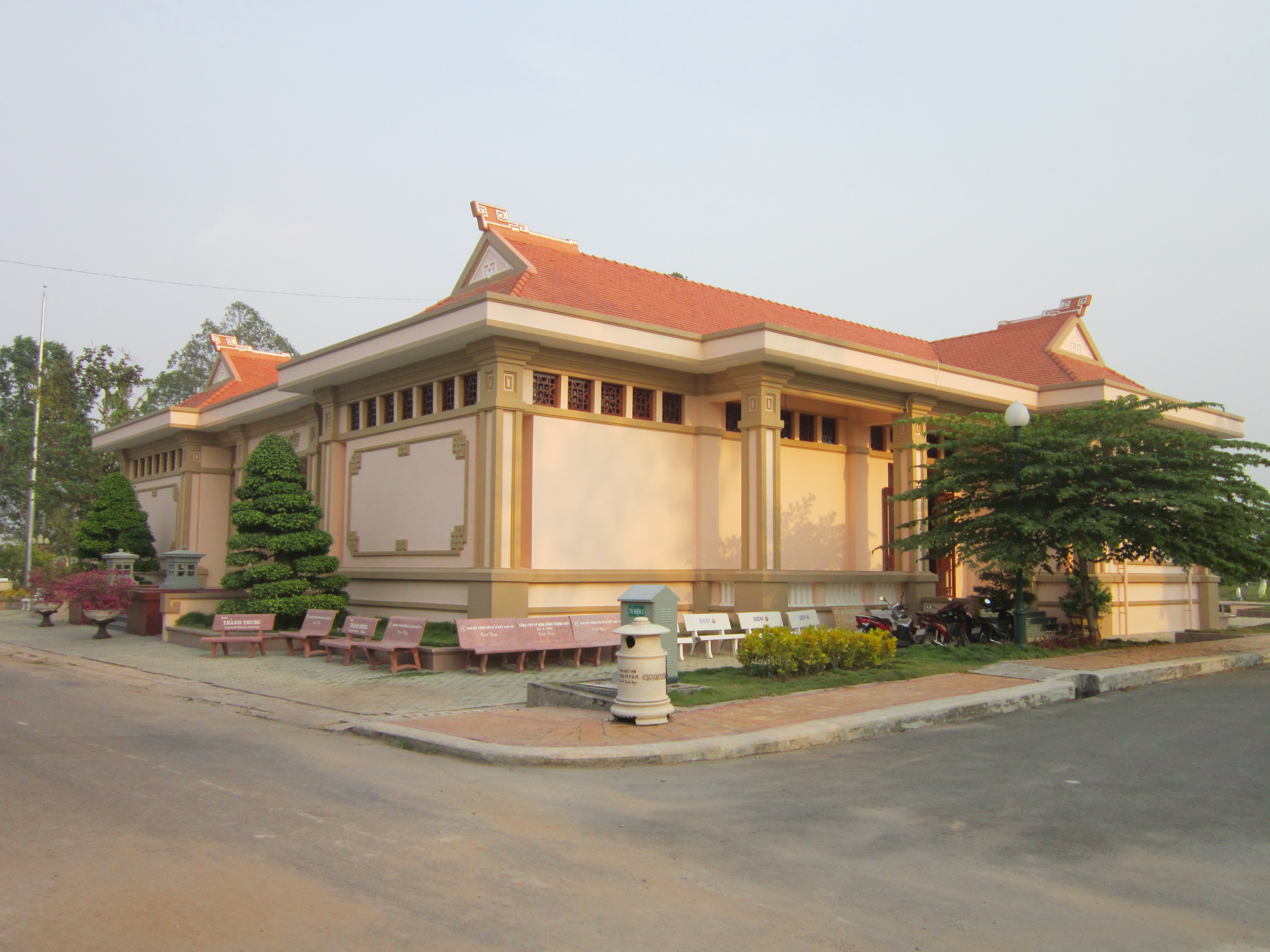
Nhà trưng bày và giới thiệu về cuộc đời của Nguyễn Sinh Sắc
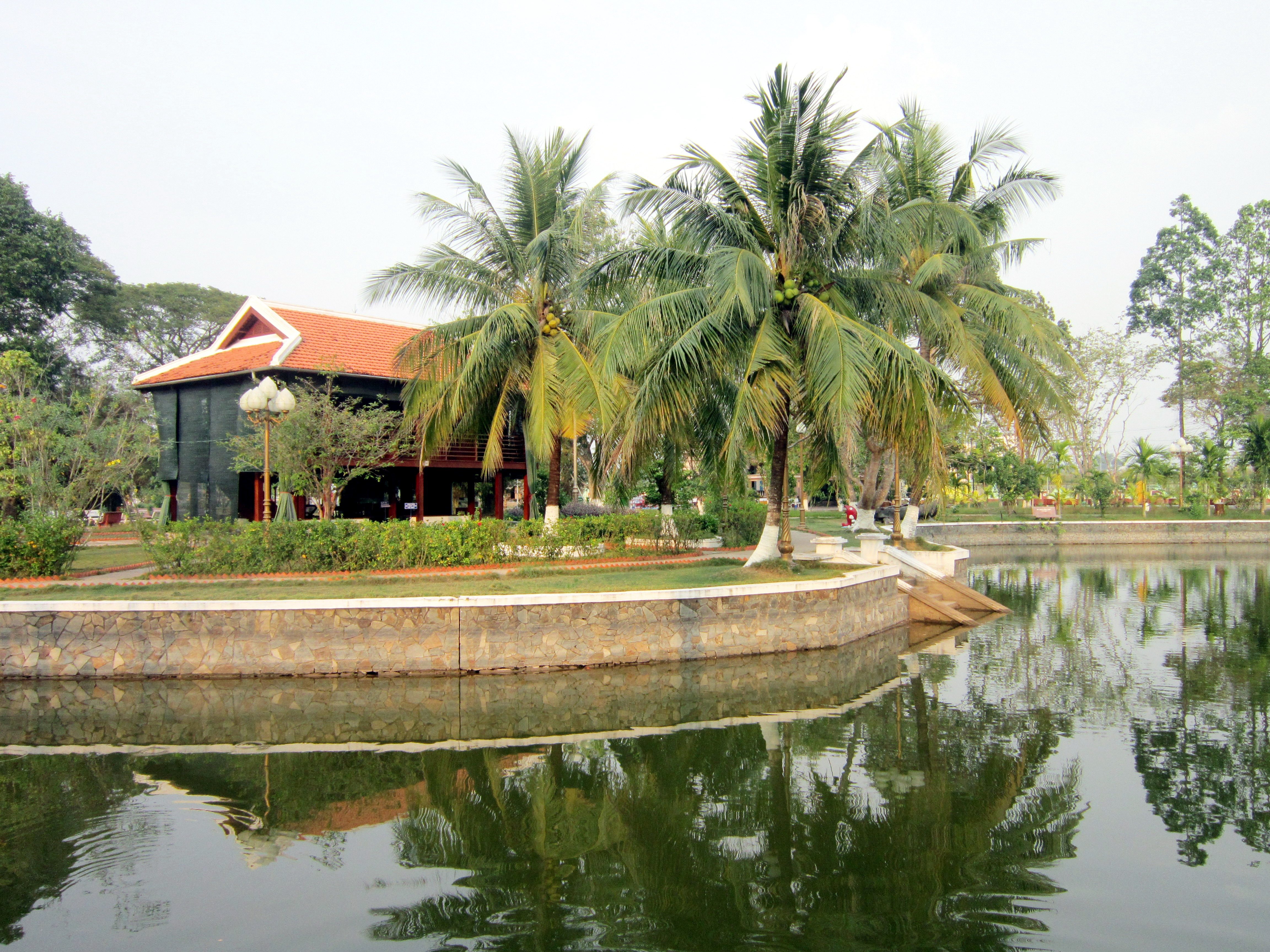
Nhà sàn Bác Hồ cùng vật dụng ở bên trong (phục dựng để kỷ niệm)
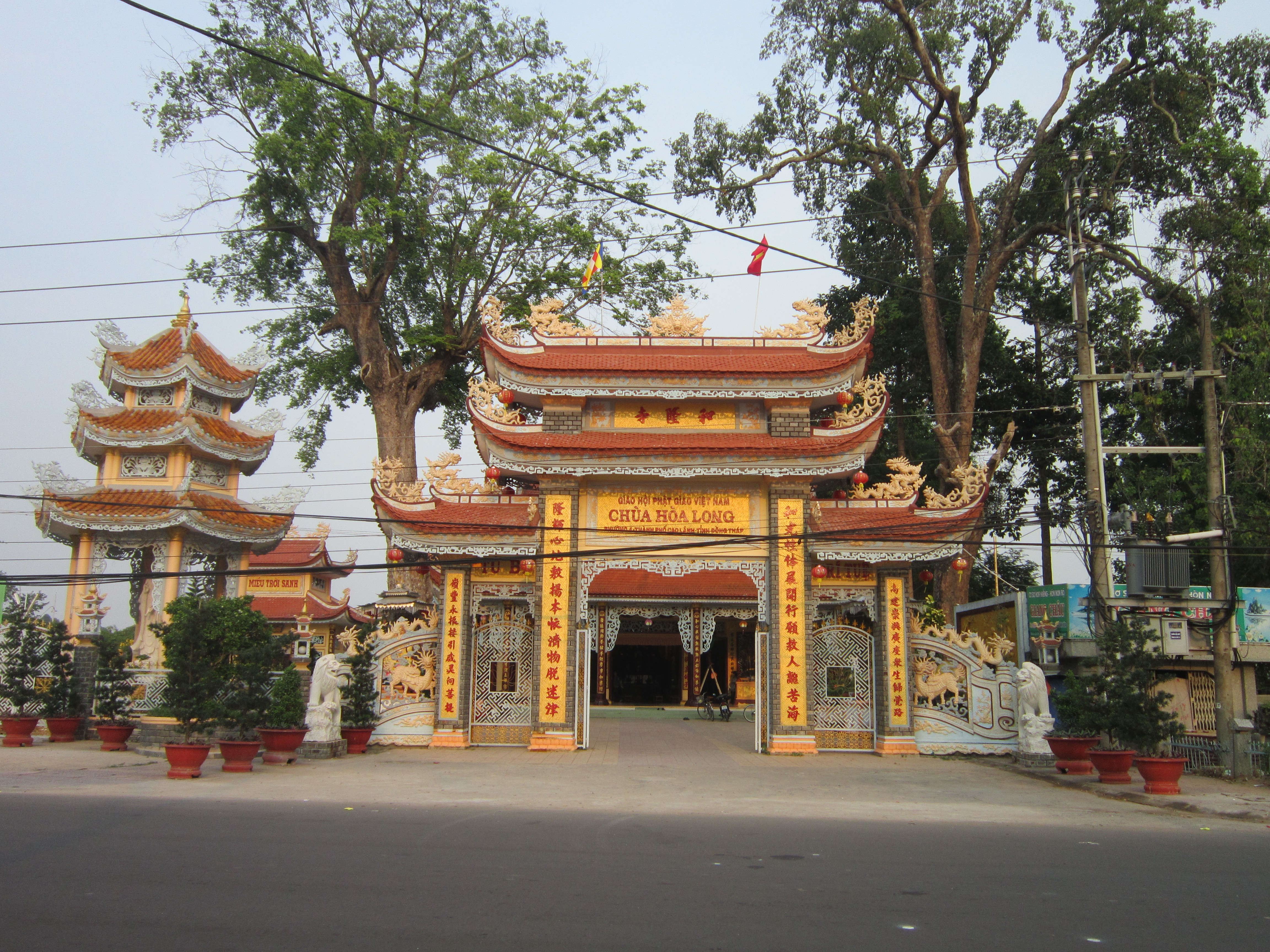
Chùa Hòa Long ở phía trước khu di tích
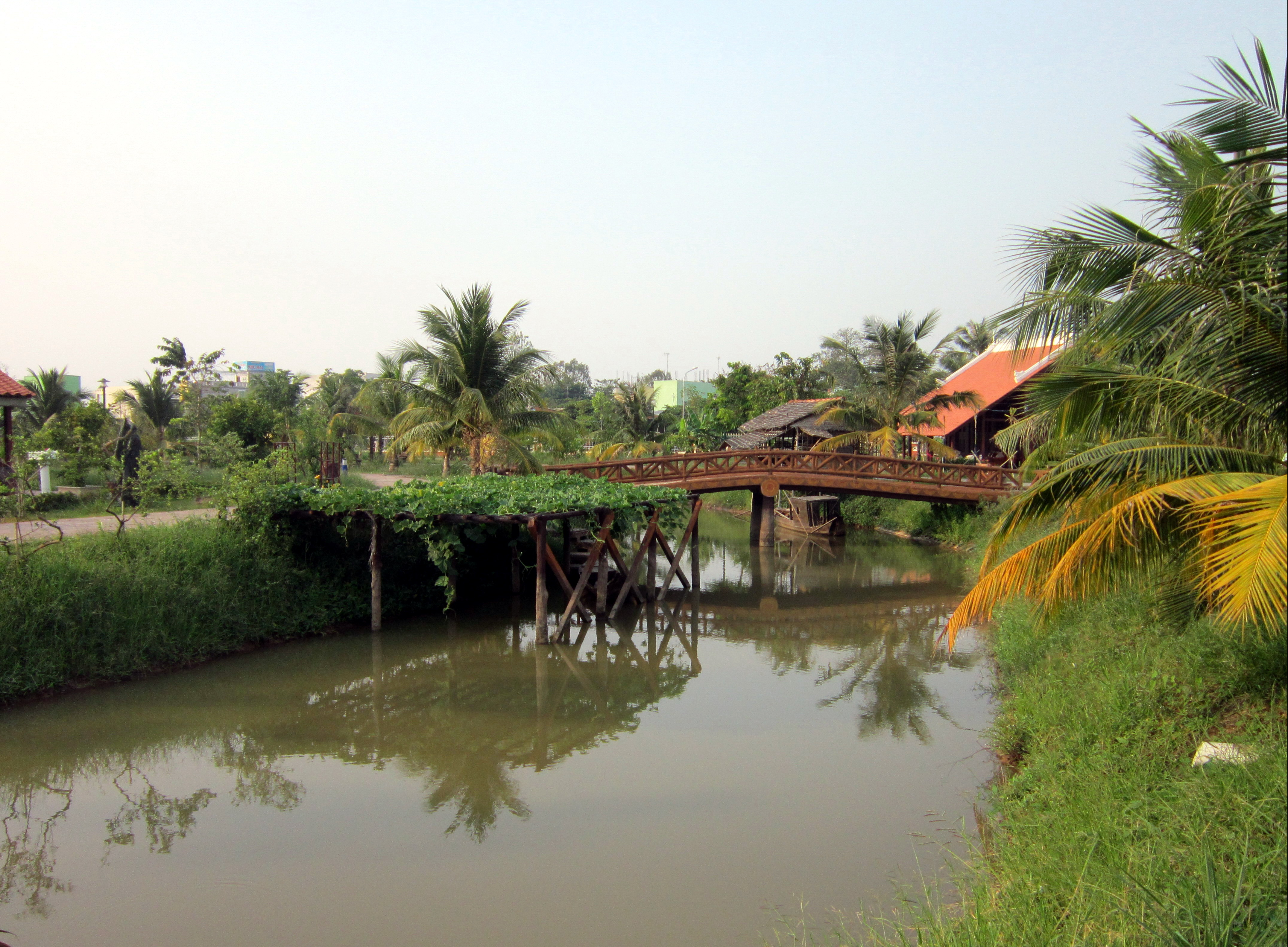
Một phần của làng Hòa An xưa, phục dựng để kỷ niệm (ảnh 1)
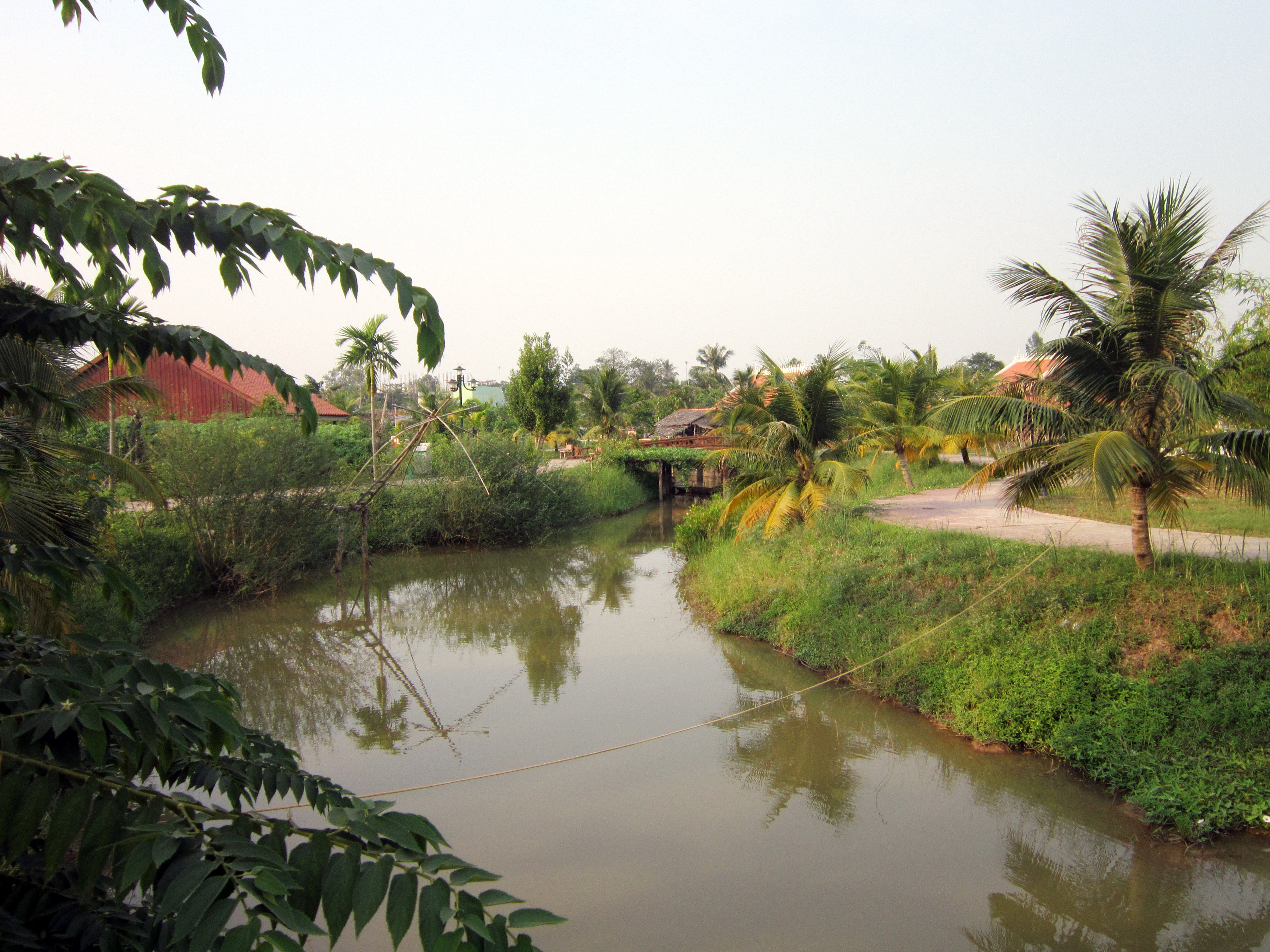
Một phần của làng Hòa An xưa (ảnh 2)
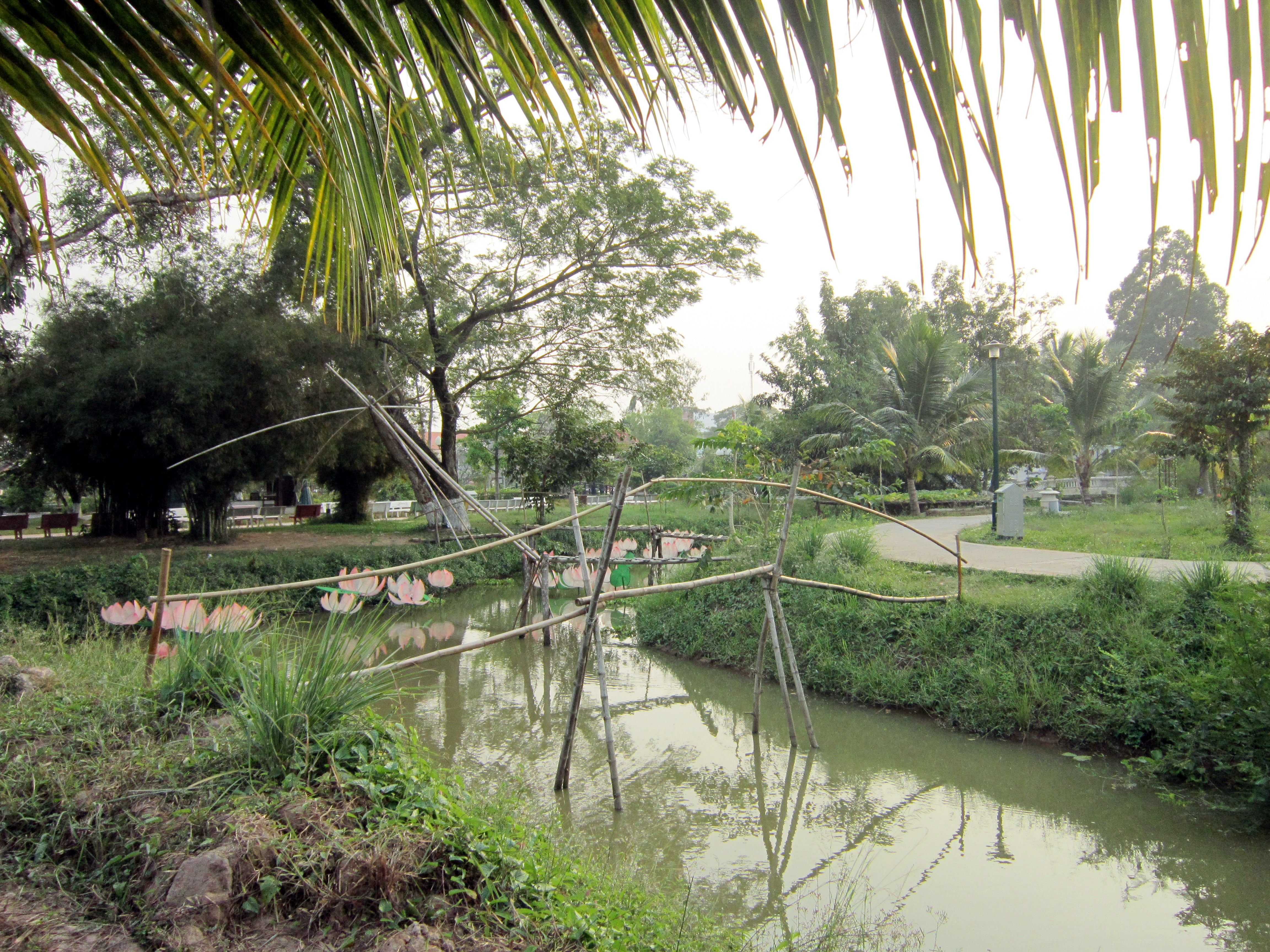
Một phần của làng Hòa An xưa (ảnh 3)
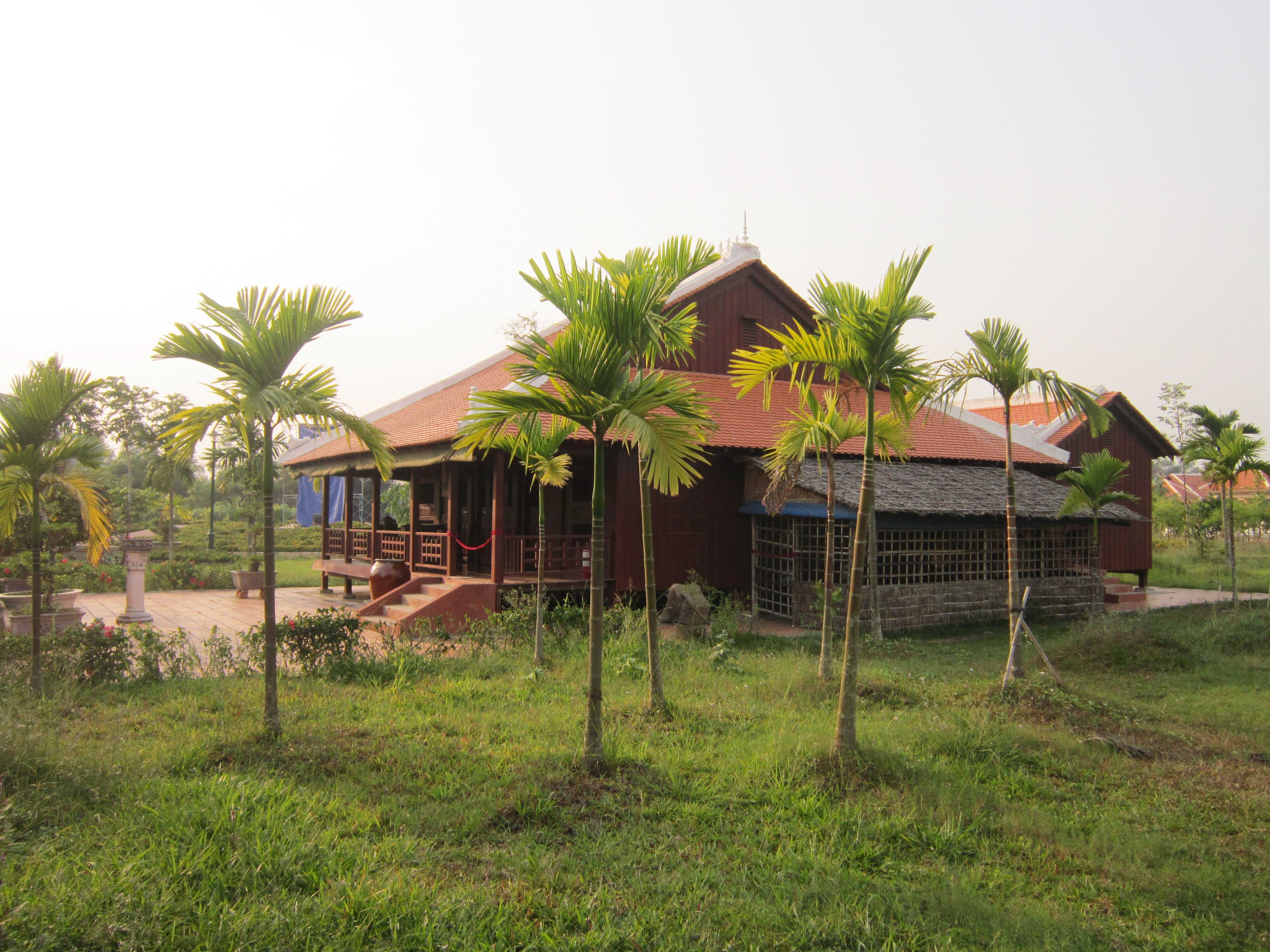
Một ngôi nhà sàn của làng Hòa An xưa (ảnh 1)
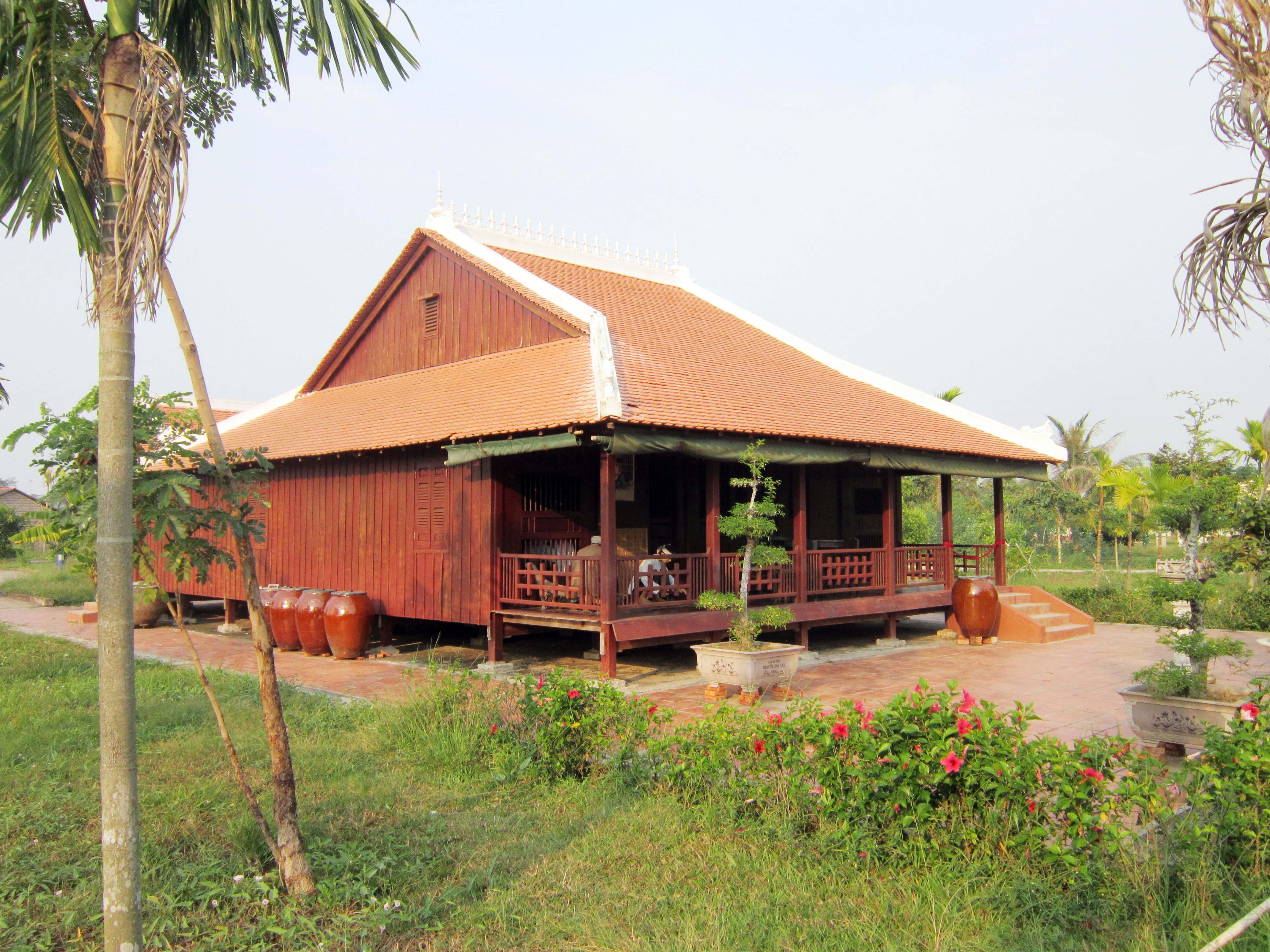
Một ngôi nhà sàn của làng Hòa An xưa (ảnh 2)